# Liên minh Trà Sữa
Liên Minh Trà Sữa là một phong trào đoàn kết dân chủ trực tuyến được đặt tên theo loại đồ uống ưa thích của  cư dân mạng từ Hồng Kông, Đài Loan (Trung Hoa Dân Quốc), Thái Lan và Myanmar (Miến Điện) cùng các nước châu Á khác. Ban đầu nó bắt đầu như một meme trên internet, được tạo ra để đáp lại sự hiện diện ngày càng nhiều của các nhà bình luận theo chủ nghĩa dân tộc Trung Quốc trên phương tiện truyền thông xã hội  và đã phát triển thành một phong trào phản đối đa quốc gia năng động ủng hộ dân chủ.

## Diễn biến
Vào tháng 4 năm 2020, nam diễn viên người Thái  Vachirawit Chivaaree, một minh tinh của 2gether , một bộ phim truyền hình Thái Lan cũng nổi tiếng ở Trung Quốc, đã đăng lại một hình ảnh trên Twitter trong đó liệt kê Hồng Kông là một "quốc gia". Bài đăng của anh đã dẫn đến những phản ứng tiêu cực từ các cư dân mạng Trung Quốc, những người đã tấn công nam diễn viên và kêu gọi tẩy chay chương trình của anh. Vachirawit liền xin lỗi và gỡ tấm hình này xuống, nhưng cư dân mạng Trung Quốc nhanh chóng phát hiện ra một bài đăng của bạn gái anh, người mẫu Weeraya "Nnevvy" Sukaram, từ năm 2017, bóng gió nói rằng Đài Loan là một quốc gia độc lập và các cuộc tấn công vào anh do đó vẫn tiếp diễn, với những lời lăng mạ nhắm vào nhiều khía cạnh khác nhau của Thái Lan, nói động đến cả Quốc vương và Thủ tướng của nước này. Cư dân mạng Thái Lan lên tiếng trên mạng xã hội và bảo vệ Vachirawit với những lời phê phán của họ là những lời chỉ trích tổng quát hơn về nước Trung Hoa, phát động một cuộc chiến trên Twitter với hashtag #nnevvy. Đại sứ quán Trung Quốc tại thủ đô Bangkok đã đăng một bài tuyên bố dài trên Facebook lên án những chỉ trích trực tuyến này và một cuộc chiến kỹ thuật số khốc liệt xảy ra sau đó giữa cư dân mạng Thái Lan và đại sứ quán Trung Quốc. Trong nội bộ Thái Lan, sự ủng hộ đối với Hồng Kông và Đài Loan trong cuộc đấu tranh chống lại sự lấn áp của Trung Quốc đã thống nhất các nhóm biểu tình ủng hộ dân chủ riêng lẻ với khuynh hướng chống Bắc Kinh trở thành một phần trong nền tảng chống độc tài của họ, yêu cầu cải cách chính phủ và chế độ quân chủ.
Những người sử dụng Twitter ở Đài Loan và Hồng Kông sau đó tham gia cùng người dùng Thái Lan trong cái mà The Telegraph gọi là "khoảnh khắc hiếm hoi của sự đoàn kết trong khu vực". Pallabi Munsi, viết trên tờ OZY, mô tả Liên minh Trà sữa đáp trả Đảng 5 hào và Little Pink (một nhóm trẻ nữ theo chủ nghĩa dân tộc Trung Quốc) là "đội quân tình nguyện của châu Á nổi lên chống lại những kẻ lừa đảo (troll) trên internet của Trung Quốc."
Vào tháng 4 năm 2021, Twitter đã tạo một biểu tượng cảm xúc (emoji) để ủng hộ Liên Minh Trà Sữa, phong trào dân chủ ở châu Á, theo sau các cuộc biểu tình chống Bắc Kinh trên khắp Hồng Kông và cuộc đảo chính năm 2021 ở Myanmar. Nó đánh dấu kỷ niệm một năm hashtag #MilkTeaAlliance ra đời.

## Tên gọi
Trà sữa là thức uống phổ biến giữa ba thành viên sáng lập đầu tiên: Hồng Kông, Đài Loan và Thái Lan. Cư dân mạng Myanmar và Ấn Độ, những người tham gia sau đó, cũng chia sẻ cách biến chế trà sữa của riêng họ. Trà trân châu Đài Loan, trà sữa kiểu Hồng Kông, trà Thái và lahpet Miến Điện đều là các biến thể địa phương của trà sữa với những điểm tương đồng rõ rệt.

## Mốc thời gian

Bản đồ " Liên minh Trà sữa". Ấn Độ được đưa thêm vào trong một số trường hợp.

Trong những tháng tiếp theo, Liên minh Trà sữa đã phát triển từ một meme chống Bắc Kinh thành một "phong trào phản đối không có người lãnh đạo thúc đẩy sự thay đổi trên khắp Đông Nam Á." 
- Sau các cuộc giao tranh giữa Trung Quốc và Ấn Độ năm 2020, Ấn Độ cũng đã được đưa vào một số phát biểu của Liên minh với masala chai là loại trà sữa đại diện của họ.[16] Các chính trị gia ở cả Đài Loan và Ấn Độ đã nhấn mạnh sự tồn tại của Liên minh trà sữa bao gồm đại diện của Đài Loan tại Hoa Kỳ Hsiao Bi-khim, người đã sử dụng thẻ bắt đầu bằng # trong một tweet cảm ơn sự ủng hộ của người Ấn Độ.[18]
- Sau khi Úc kêu gọi điều tra việc Tổ chức Y tế Thế giới đối phó với đại dịch COVID-19, Trung Quốc đã đe dọa một cuộc tẩy chay của người tiêu dùng nếu Úc không rút lại yêu cầu điều tra. Sau đó, cư dân mạng đã đưa Úc vào danh sách thành viên của Liên minh trà sữa, tuy nhiên, mối liên quan đến trà sữa chỉ đơn giản là sản phẩm sữa Aptamil hình dung cho một loại trà sữa thực tế.[19]
- Vào tháng 8 năm 2020, các cuộc biểu tình ủng hộ dân chủ đã tái diễn ở Thái Lan, những cuộc biểu tình lớn nhất kể từ cuộc đảo chính quân sự năm 2014, đã thu hút sự ủng hộ và đoàn kết từ người Đài Loan và Hồng Kông, bao gồm cả nhà hoạt động Joshua Wong.[9]  Hashtag #MilkTeaAlliance đã được sử dụng rất nhiều bởi những người biểu tình.[20][21]
- Các cuộc biểu tình ở Belarus năm 2020 đã bùng phát vào tháng 8 sau khi phe đối lập bác bỏ kết quả bầu cử tổng thống. Các nhà hoạt động từ nước này, được truyền cảm hứng từ Liên minh Trà sữa, bắt đầu sử dụng Ryazhenka, một thức uống sản phẩm sữa lên men truyền thống của Belarus, Nga và Ukraine như một biểu tượng phản đối chính phủ của Alexander Lukashenko.[22]
- Vào tháng 2 năm 2021, sau cuộc đảo chính Myanmar năm 2021, các nhà hoạt động ở Myanmar và nước láng giềng Thái Lan đã bắt đầu thông qua Liên minh Trà sữa để thể hiện tình đoàn kết, với hình ảnh những túi trà Royal Myanmar được chia sẻ hàng nghìn lần.[23]   Một bức tranh minh họa của nghệ sĩ Thái Lan Sina Wittayawiroj mô tả trà sữa Thái Lan, Đài Loan, Hồng Kông, Ấn Độ và Miến Điện dưới tiêu đề "Liên minh Trà sữa" đã lan truyền mạnh mẽ.[4]  Những người biểu tình chống đảo chính đã được tích hợp vững chắc vào phong trào biểu tình trực tuyến.[24]
- Vào ngày 7 tháng 4 năm 2021, Twitter đã tung ra một biểu tượng cảm xúc mới để vinh danh Liên minh Trà sữa, biểu tượng này sẽ xuất hiện trên tất cả các tweet với các thẻ bắt đầu bằng #MilkTeaAlliance, tương tự như thẻ bắt đầu bằng # cho phong trào Me Too và Black Lives Matter.[25][26]